# 남항동
남항동(南港洞)은 부산광역시 영도구의 행정동이다. 법정동 남항동1~3가, 대교동1~2가 대평동1~2가를 관할한다.

## 연혁
- 1944년 1월 12일 : 영선정이 6개의 정(町)인 대교통(구 대교동), 갑정(구 대평동), 석견정(남항동) 및 항정 어영정, 산수정으로 분할
- 1947년 10월 1일 : 종전 왜식 동명이 대한민국 명칭인 대교동, 대평동, 남항동 등으로 변경

| 변경 전   | 변경 후   | 행정동 | 비고                                     |
| --------- | --------- | ------ | ---------------------------------------- |
| 대교로4가 | 대교동1가 | 대교동 | 대교로1~3가는 지금의 중구 중앙동 소속임. |
| 대교로5가 | 대교동2가 | 대교동 | 대교로1~3가는 지금의 중구 중앙동 소속임. |
| 갑정1가   | 대평동1가 | 대평동 |                                          |
| 갑정2가   | 대평동2가 | 대평동 |                                          |
| 석견정1가 | 남항동1가 | 남항동 |                                          |
| 석견정2가 | 남항동2가 | 남항동 |                                          |
| 석견정3가 | 남항동3가 | 남항동 |                                          |

- 1998년 9월 21일 : 대교, 대평, 남항 3개의 행정동이 남항동으로 통합됨.(단, 법정동은 계속 존치)

## 법정동
- 남항동1가
- 남항동2가
- 남항동3가
- 대교동1가
- 대교동2가
- 대평동1가
- 대평동2가

## 인구
| 연도   | 총인구   |  | 비고                                               |
| ------ | -------- |  | -------------------------------------------------- |
| 1966년 | 30,038명 |  | 대교동(5,445명), 대평동(7,959명), 남항동(16,934명) |
| 1970년 | 29,291명 |  | 대교동(5,005명), 대평동(7,532명), 남항동(16,754명) |
| 1975년 | 29,316명 |  | 대교동(4,596명), 대평동(7,069명), 남항동(17,651명) |
| 1980년 | 31,081명 |  | 대교동(4,543명), 대평동(7,849명), 남항동(18,689명) |
| 1985년 | 27,564명 |  | 대교동(4,129명), 대평동(7,407명), 남항동(16,028명) |
| 1990년 | 24,454명 |  | 대교동(3,228명), 대평동(6,552명), 남항동(14,674명) |
| 1995년 | 18,236명 |  | 대교동(2,577명), 대평동(4,781명), 남항동(10,878명) |
| 2000년 | 14,254명 |  | 1998년 대교/대평/남항동을 남항동으로 통합          |
| 2005년 | 12,276명 |  |                                                    |
| 2010년 | 12,043명 |  |                                                    |
| 2015년 | 10,951명 |  |                                                    |
| 2020년 | 10,842명 |  |                                                    |